# 枕動脈耳支
枕動脈的耳支是枕動脈的一个终末分支，负责供应耳甲后部的血液供应。除此之外，耳支也有时会再发出分支，通过乳突孔进入颅骨，为硬脑膜和乳突细胞提供血液供应。